# Meta (Martin Grech)
Meta è una raccolta di demo e unreleased di Martin Grech.

## Tracce
1. Versive (Demo 2) - 2:56
2. The Man Who Cried Wolf - 4:52
3. Lillies - 3:04
4. Everyone Gets Everything - 4:48
5. Going In Circles - 4:14
6. Is - 5:30
7. The Great Empty - 5:52
8. Metamorpha (Demo 2) - 3:49
9. Upward - 3:00
10. Goodbye - 3:04
11. Lucid - 2:59
12. Serpent Body - 4:40
13. Heretics - 3:40
14. Truth - 5:44
15. All because of this... - 2:06
16. Dying Joke - 3:04
17. I Promise - 4:03
18. Make Believe - 3:58
19. The Curse - 2:57
20. Hope Dwelling - 3:25
21. Pulling Teeth - 3:31
22. Headstone - 3:59
23. Shadow Circuits - 3:46
24. Celestial Collapse - 4:10
25. The Rope - 4:18

La raccolta, esclusivamente in digitale, è in vendita sulla pagina Facebook ufficiale di Martin Grech.